# Itamar Ben-Gwir
Itamar Ben-Gwir (hebr. ‏אִיתָמָר בֶּן גְּבִיר‎, ur. 6 maja 1976 w Zachodniej Jerozolimie) – izraelski prawnik i polityk, lider skrajnie prawicowej partii Żydowska Siła. Swoją karierę prawniczą oparł na obronie żydowskich radykałów w procesach o terroryzm i przestępstwa nienawiści. Od 2021 roku jest posłem w Knesecie, a od 29 grudnia 2022 roku współtworzy rząd, określany mianem najbardziej prawicowego w historii Izraela, pełniąc funkcję ministra bezpieczeństwa wewnętrznego.

## Życiorys

### Wczesne życie
Urodził się w świeckiej, imigranckiej rodzinie irackich Żydów. W wieku 18 lat został zwolniony z obowiązkowej służby wojskowej, z powodu swojej działalności ekstremistycznej. Znaczny wpływ na jego poglądy miały nauki rabina Me’ira Kahane, którego opisywał jako „sprawiedliwego i świętego człowieka”. Za punkt zwrotny dla swoich przekonań uznaje okres pierwszej intifady. Pierwszym ruchem politycznym, w który się zaangażował była partia Moledet –  prawicowe ugrupowanie popierające deportację Arabów z terytorium Państwa Izrael. Kolejną organizacją, w której działał był ekstremistyczny Kach.
Ben-Gwir stał się szerzej znany publicznie w listopadzie 1995 roku, gdy telewizja pokazała go, wymachującego emblematem skradzionym z samochodu premiera Icchaka Rabina. Stwierdził wtedy, że „dotarliśmy do jego samochodu i do niego też dotrzemy”. W tym okresie aktywnie protestował także przeciwko porozumieniom z Oslo.
Ukończył studia licencjackie z zakresu prawa. Izraelska Izba Adwokacka początkowo uniemożliwiła mu podejście do egzaminu adwokackiego, uzasadniając to jego przeszłością kryminalną. Po serii odwołań decyzja ta została jednak zmieniona i Ben-Gwir miał być dopuszczony do aplikacji po rozwiązaniu trzech procesów kryminalnych, w których oskarżany był m.in. o organizację nielegalnego zgromadzenia. Uznany za niewinnego we wszystkich tych przypadkach, zdał egzaminy adwokackie w 2012 roku i wkrótce rozpoczął wykonywanie zawodu. Swoją karierę prawniczą oparł na obronie żydowskich ekstremistów w procesach sądowych.

### Kariera polityczna
Był asystentem posła Micha’ela Ben-Ariego. Po ataku w Challamisz na Zachodnim Brzegu, podczas którego w wyniku ataku nożem życie straciło trzech obywateli Izraela, 23 lipca 2017 współprowadził protest pod kancelarią premiera w Jerozolimie, w którym udział brało kilkadziesiąt osób, domagających się zemsty na terrorystach i dymisji ówczesnego ministra obrony.
Planował startować w wyborach parlamentarnych w 2019 ze wspólnej listy No’am i Żydowskiej Siły. W wyniku wewnętrznych konfliktów, zrodzonych z faktu wystawienia przez partię No'am świeckiego kandydata, ostatecznie zrezygnowano z planów koalicyjnych. Ben-Gwir oskarżył wtedy Naftalego Bennetta, lidera Zjednoczonej Prawicy, o sabotowanie negocjacji i fiasko rozmów na temat dużej listy opozycji, z Żydowską Siłą na pokładzie.
Na początku 2021 podpisał porozumienie z Religijnym Syjonizmem (partią Becacela Smotricza) i No’am o starcie ze wspólnej listy wyborczej w nadchodzących wyborach parlamentarnych. Koalicja zdobyła 5,12% głosów w skali kraju. Tym samym Ben Gwir uzyskał mandat i został parlamentarzystą w 24. Knesecie.

#### Minister bezpieczeństwa narodowego
W listopadzie 2022 roku uzyskał reelekcję na urząd posła w kolejnych wyborach, które zostały rozpisane po wcześniejszym samorozwiązaniu Knesetu. Jego sojusz polityczny, Religijny Syjonizm, zdobył tym razem 14 mandatów, stając się tym samym trzecią siłą w parlamencie. 29 grudnia został zaprzysiężony na ministra bezpieczeństwa wewnętrznego w trzydziestym siódmym rządzie Izraela, w wyniku umowy koalicyjnej jego ugrupowania z Likudem.
19 stycznia 2025 r. złożył rezygnację ze stanowiska ministra na skutek zawarcia zawieszenia broni przez Izrael z Hamasem w wojnie w Strefie Gazy, a jego partia Żydowska Siła opuściła koalicję rządzącą. Ben-Gwir sprzeciwiał się zawieszeniu broni, od początku wojny był jej zwolennikiem, a w styczniu 2024 r. stwierdził, że Izrael powinien anektować całą palestyńską półenklawę. 18 marca 2025 r. Izrael wznowił naloty na Gazę, a Żydowska Siła ogłosiła, że wraca do koalicji rządzącej. Tego samego dnia Ben-Gwir został ponownie zaprzysiężony na ministra bezpieczeństwa wewnętrznego.
10 czerwca 2025 r. władze Wielkiej Brytanii, Kanady, Australii, Nowej Zelandii i Norwegii ogłosiły, że nałożą sankcje na ministrów Ben-Gwira i Smotricza w postaci zakazu wjazdu na terytoria tych państw i zamrożenia ich aktywów w instytucjach finansowych zarejestrowanych w tych krajach. Powodem sankcji nałożonych na Ben-Gewira są jego słowa o budowie synagogi w miejscu meczetu Al-Aksa oraz stwierdzenie że „nie ma potrzeby dostarczania pomocy do Strefy Gazy”. Stwierdzono, że ministrowie podżegali do ekstremistycznej przemocy i naruszeń praw człowieka wobec Palestyńczyków. W lipcu 2025 r. także władze Słowenii i Holandii ogłosiły obu ministrów personami non grata.
W lipcu 2025 r. potępił decyzję rządu premiera Netanjahu, którego jest członkiem, o zwiększeniu pomocy humanitarnej dla Gazy, uznał to za poddanie się Hamasowi i stwierdził, że został za to wykluczony z obrad rządu.

## Poglądy
Często określany jest jako uczeń Me’ira Kahane – skrajnie prawicowego i otwarcie rasistowskiego rabina, będącego pierwszym obywatelem Izraela, któremu zabroniono startu w wyborach do Knesetu z powodu rasistowskich poglądów.
Jego ugrupowanie polityczne popiera aneksję okupowanego przez Izrael Zachodniego Brzegu. Ben-Gwir deklaruje chęć deportacji wszystkich „nielojalnych” obywateli Izraela, do których zalicza m.in. „każdego, kto nazywa naszych żołnierzy zbrodniarzami wojennymi”.
Sprzeciwia się utworzeniu niepodległego państwa palestyńskiego i postuluje rozwiązanie Autonomii Palestyńskiej. W jego opinii Palestyńczycy mogą żyć pod rządami Izraela, ale bez prawa do głosowania i bez szans na niepodległość. Deklaruje, że „Żydzi i Arabowie mogą żyć razem, ale trzeba zrozumieć, że Państwo Izrael jest tutaj panem domu”.

## Kontrowersje
Jest powiązany z radykalną i rasistowską organizacją żydowską Lehawa. Ponad pięćdziesięciokrotnie był oskarżany o podżeganie do przemocy lub stosowanie mowy nienawiści.
W swoim salonie miał mieć powieszony portret terrorysty Barucha Goldsteina, który zdjął wraz z wejściem do świata polityki.
W lipcu 2021 został siłą usunięty z mównicy w Knesecie po tym, jak nazwał „terrorystą” prowadzącego obrady, przewodniczącego Ahmada at-Tajjibiego. Stwierdził wtedy, że At-Tajjibi powinien zasiadać w parlamencie Syrii, a nie Izraela.
W grudniu 2021 wszczęto śledztwo w odpowiedzi na publikację nagrania, na którym Ben-Gwir mierzy z broni w stronę arabskich ochroniarzy podczas kłótni w podziemnym parkingu. Ochroniarz miał powiedzieć mu wtedy, by przestawił swój niepoprawnie zaparkowany samochód. Polityk twierdził później, że czuł, iż jego życie było w tym momencie zagrożone. Ben-Gwir miał pozwolenie na posiadanie broni, przyznane przez Straż Knesetu ze względu na otrzymywane przez niego liczne groźby.
W październiku 2021 roku Ben-Gwir udał się do szpitala, by odwiedzić aresztowanego palestyńskiego urzędnika, prowadzącego strajk głodowy. Skonfrontował się tam z parlamentarzystą Zjednoczonej Listy, Ajmanem Audą, który blokował prawicowemu politykowi przejście do więźnia. Auda miał go odepchnąć, mówiąc: „Jesteś małym terrorystą, nie wejdziesz, odejdź sobie”. Po krótkiej przepychance Ben-Gwir zapowiedział, że planuje złożyć skargę przeciwko parlamentarzyście.
3 stycznia 2023 r. odwiedził Wzgórze Świątynne w pobliżu meczetu Al-Aksa, palestyńskie ministerstwo spraw zagranicznych uznało to za prowokację. Wizytę potępiły także inne państwa arabskie m.in. Arabia Saudyjska, ZEA i Egipt, które wezwały do poszanowania statusu quo miejsc świętych. 13 sierpnia 2024 r. ponownie wszedł na Wzgórze Świątynne, tym razem z grupą modlących się żydów. Niespełna rok później, 3 sierpnia 2025 roku, ponownie modlił się na terenie meczetu Al-Aksa, łamiąc tym samym zasady regulujące wizyty żydów na terenie świątyni.
W styczniu 2023 r. nakazał izraelskiej policji zdejmowanie palestyńskich flag, argumentując, że ich wywieszanie to identyfikowanie się z terroryzmem. 
W październiku 2023 r. aresztowano pięciu ortodoksyjnych Żydów za plucie na chrześcijan w Jerozolimie. Minister bezpieczeństwa narodowego Ben-Gwir stwierdzil, że nie uważa tego za przestępstwo i sprawcy nie powinni być za to aresztowani. W przeszłości Ben-Gwir usprawiedliwiał plucie na chrześcijan, twierdząc, że to starożytny żydowski zwyczaj.

## Życie prywatne
Jest ojcem sześciorga dzieci. Mieszka z żoną i dziećmi w Hebronie na Zachodnim Brzegu. Swoją żonę Aylę poznał w 2002 r. gdy miała piętnaście lat, a on dwadzieścia sześć, podobnie jak Ben-Gewir była zaangażowana w ruch Kach. Podobno na pierwszej randce odwiedzili grób terrorysty Barucha Goldsteina.